# The Apparition (album)
The Apparition è il primo album dei Metal Inquisitor, pubblicato nel 2002.

## Tracce
1. Take Revenge – 4:13
2. Zombie Driver – 3:08
3. Run For Your Life – 4:57
4. Daze of Avalon – 6:28
5. Watch The Phoenix Die – 5:22
6. Bernardo Gui – 5:52
7. My Sacrifice – 3:28
8. Get Down – 4:30
9. The Duke – 4:39
10. Twardy Jak Skale – 3:34

## Formazione
- El Rojo - voce
- Blumi - chitarra
- T.P. - chitarra
- KronoS - basso
- Havoc - batteria